# لیدیا ویدمن
لیدیا ویدمن (انگلیسی: Lydia Wideman; ۱۷ مهٔ ۱۹۲۰ – ۱۳ آوریل ۲۰۱۹) اسکی‌باز اسکی صحرانوردی اهل فنلاند بود.
وی در مسابقات کشوری و بین‌المللی در مجموع برندهٔ ۱ مدال طلا شده‌است.